# NCSM Lockeport (J100)
Le NCSM Lockeport (pennant number J100) (ou en anglais HMCS Lockeport) est un dragueur de mines de la Classe Bangor lancé pour la Royal Navy (RN), mais transféré à la Royal Canadian Navy (RCN) avant sa mise en service et qui a servi pendant la Seconde Guerre mondiale.

## Conception
Le Lockeport est commandé dans le cadre du programme de la classe Bangor de 1939-40 le 28 novembre 1940 pour le chantier naval de North Vancouver Ship Repairs Limited de North Vancouver en Colombie-Britannique au Canada. La pose de la quille est effectuée le 17 juin 1941, le Lockeport est lancé le 22 août 1941 et mis en service le 27 mai 1942.
La classe Bangor doit initialement être un modèle réduit de dragueur de mines de la classe Halcyon au service de la Royal Navy,. La propulsion de ces navires est assurée par 3 types de motorisation: moteur diesel, moteur à vapeur à pistons double et triple expansion et turbine à vapeur. Cependant, en raison de la difficulté à se procurer des moteurs diesel, la version diesel a été réalisée en petit nombre.
Les dragueurs de mines de classe Bangor version canadienne déplacent 683 tonnes en charge normale. Afin de pouvoir loger les chaufferies, ce navire possède des dimensions plus grandes que les premières versions à moteur diesel avec une longueur totale de 54,9 mètres, une largeur de 8,7 mètres et un tirant d'eau de 2,51 mètres. Ce navire est propulsé par 2 moteurs alternatifs verticaux à triple détente alimentés par 2 chaudières à tubes d'eau à 3 tambours Admiralty et entraînant deux arbres d'hélices. Le moteur développe une puissance de 2 400 chevaux-vapeur (1 790 kW) et atteint une vitesse maximale de 16 nœuds (30 km/h). Le dragueur de mines peut transporter un maximum de 152 tonnes de fioul.
Leur manque de taille donne aux navires de cette classe de faibles capacités de manœuvre en mer, qui seraient même pires que celles des corvettes de la classe Flower. Les versions à moteur diesel sont considérées comme ayant de moins bonnes caractéristiques de maniabilité que les variantes à moteur alternatif à faible vitesse. Leur faible tirant d'eau les rend instables et leurs coques courtes ont tendance à enfourner la proue lorsqu'ils sont utilisés en mer de face.
Les navires de la classe Bangor sont également considérés comme exiguës pour les membres d'équipage, entassant 6 officiers et 77 matelots dans un navire initialement prévu pour un total de 40.

## Histoire

### Seconde Guerre mondiale
Commandé pour la Royal Navy, le navire est lancé le 22 août 1941 sous le nom de HMS Lockeport et est prêté à la Marine royale canadienne avec une mise en service le 27 mai 1942 à Vancouver.
Après avoir fait des essais en mer, le Lockeport se joint à la Esquimalt Force (Force d'Esquimalt) en mai 1942, la force locale de patrouille et d'escorte de convoi opérant à partir d'Esquimalt, en Colombie-Britannique. Le Lockeport est l'un des navires de guerre ajoutés à la force de patrouille de la côte Ouest après l'attaque japonaise sur Pearl Harbor. La principale tâche des dragueurs de mines de la classe Bangor après leur mise en service sur la côte Ouest est d'effectuer la Western Patrol (patrouille occidentale). Celle-ci consiste à patrouiller la côte Ouest de l'île de Vancouver, à inspecter les bras de mer et les détroits et à passer les îles Scott pour se rendre dans le canal Gordon à l'entrée du détroit de la Reine-Charlotte et de revenir à leur point de départ.
Le 20 juin 1942, le sous-marin japonais I-26 bombarde le phare d'Estevan Point sur la côte Ouest de l'île de Vancouver. Le Lockeport, qui rentre au port après une patrouille, fait partie des navires de guerre envoyés pour répondre à l'attaque, et arrive 5h30 après l'attaque. Aucun contact avec le sous-marin japonais n'est établi, le Lockeport reste avec la Esquimalt Force jusqu'à ce qu'il reçoive l'ordre de se rendre sur la côte atlantique du Canada en mars 1943.
Après son arrivée à Halifax, en Nouvelle-Écosse, le 30 avril 1943, le dragueur de mines est affecté à la Western Local Escort Force (WLEF) (Force d'escorte locale de l'Ouest) en tant qu'escorte de convoi dans la bataille de l'Atlantique. En juin 1943, le navire rejoint la Halifax Force (Force de Halifax), la force locale de patrouille et d'escorte opérant depuis Halifax. En novembre, le Lockeport est envoyé pour rejoindre la Newfoundland Force (Force de Terre-Neuve), la force de patrouille et d'escorte opérant depuis Saint-Jean de Terre-Neuve. Cependant, en décembre, le Lockeport est retiré en raison de problèmes de moteur.
Le Lockeport est envoyé à Baltimore dans le Maryland aux États-Unis, pour y subir un carénage et, pendant son transit, le 9 janvier 1944, ses moteurs tombent en panne. Le dragueur de mines parcourt 190 milles nautiques (350 kilomètres) sous une voile improvisée avant qu'un navire capable de le remorquer n'arrive. Des travaux d'entretien sont effectués aux Bermudes et le Lockeport escorte la 78e flottille de Motor Launch lors de son retour en Nouvelle-Écosse. En mai 1944, le navire de guerre est affecté à la Sydney Force (Force de Sydney), la force de patrouille et d'escorte opérant depuis Sydney (Nouvelle-Écosse). Le dragueur de mines reste avec cette unité jusqu'à son départ du Canada en mai 1945 pour le Royaume-Uni.

### Après-guerre
Le Lockeport est désarmé le 2 juillet 1945 à Sheerness et retourne à la Royal Navy,.
Le navire n'entre jamais en service dans la Royal Navy et est désarmé à son retour. Le Lockeport est vendu le 1er janvier 1948 et démantelé à Gateshead.

### Honneurs de bataille
- Gulf of St. Lawrence 1944

### Participation auxconvois
Le Lockeport a navigué avec les convois suivants au cours de sa carrière:
1. Convoi HX 273
2. Convoi HX 307
3. Convoi HX 358
4. Convoi SC 143

### Commandement
- T/Lieutenant (T/Lt.) Benjamin Thomas Robert Russell (RCNR) du 27 mai 1942 au 21 août 1943
- T/Lieutenant (T/Lt.) Benjamin Thomas Robert Russell (RCNR) du 22 août 1943 au 23 juin 1944
- T/Lieutenant (T/Lt.) Benjamin Thomas Robert Russell (RCNR) du 24 juin 1944 au 2 juillet 1945

Notes:
RCNR: Royal Canadian Naval Reserve